# Иезуитский коллегиум (Динабургская крепость)
Иезуитский коллегиум — часть крепости, объемлет комплекс зданий, как дошедшие до наших дней, так и не сохранившиеся. Находится в городе Даугавпилс, Латвия.

## Описание
Коллегиум представляет собой двухэтажное здание H-образной формы, главный фасад выходит на Константиновскую улицу, крылья обнимают внутренний двор. К зданию ведёт аппарель/пандус от Императорской улицы, мощён булыжником и дошёл до наших дней. Находится в периметре улиц — Константиновской, Императорской, Михайловской на холме в крепости, напротив Михайловских ворот, за коллегиумом через Константиновскую улицу размещается Инженерный арсенал. Справа через Михайловскую улицу — Артиллерийский арсенал. Недалеко от внутреннего двора находится могила Коменданта в 1882—1884 годах Динабургской крепости Георгия Васильевича Пиленко (1817—1884). Перед внутренним двором прямоугольный газон, обсаженный деревьями, скрывает фундаменты бывшего на этом месте собора братьев иезуитов.

## История
Иезуиты появились в Динабурге в 1620-х годах, когда они бежали в ходе шведско-польской или польско-шведской войны 1600—1629 годов из Видземе (Северных районов Инфлянтов) в более спокойную Латгалию (Инфлянты) . Здесь основали коллегиум, школу при нём (приводятся разные годы основания школы 1625,1630,1631). Построили первоначально деревянный храм (в 1626 году в ознаменование одержанной над шведами победы воеводой Гонсевским был выстроен костел и при нем основана коллегия иезуитов), позднее сооружён каменный храм в стиле Барокко (1746—1769). «Его [костёл] заложили одновременно с иезуитской коллегией, располагавшейся тут же, на месте нынешней крепости». Здание коллегиума построено в конце XVII — начале XVIII веков. «Русские мастера возводили иезуитскую коллегию в Динабурге». В начале строительства крепости в 1810 году, холм вошёл в территорию будущей крепости, огорожен главным валом. В 1811 году в апреле месяце, правительство заплатило иезуитам за земли, здание коллегиума и собор 300 тыс. рублей компенсации, они переехали в Креславку (Краславу) 40 километров восточнее Динабурга. C 1811 по 1828 год велась переделка церкви иезуитов в православный Крепостной собор, устроен алтарь, иконостас, освящен во имя Рождества Христова.

### 1 Латвийская республика
Переделки в соборе, устроены три алтаря, лютеранский в центре, по бокам католический и православный, службы для солдат гарнизона трёх конфессий.

### Немецкая оккупация
Считается, что при отступлении немцев из города, 27 июля 1944 года, взорваны две башни собора.

### Военное училище
В здании коллегиума в правом крыле работала 8-летняя школа 1949—2003, в центре Штаб училища до 1975, в левом крыле офицерская столовая. В период 1948—1959 годов полуразрушенный собор полностью снесён, на его месте устроен газон. Открыт в 1973 году памятник Слава советской авиации — самолёт МиГ-19 с в год 25-летия училища (1948).

### Настоящее время
Здание приватизировано, пятый владелец, разрушается, переходит из рук в руки, владельцы ничего не делают для его сохранения. В 2022 году город достиг обмена участка собственности на друге земли в градишке, сия территория перешла градишке.

### Будущее
Возможно существование гостиницы.

## Интересные факты
Ротан,  Ян — 21 генерал Ордена иезуитов (1829—1853), в 1804—1809 годах жил и работал в Динабурге, здесь вступил в Орден иезуитов. Осенью 2011 года ходатайство общества хранителей памяти Яна Ротана из Нидерландов о установке памятного знака на стене Иезуитского коллегиума.